# 夕日 (童謡)
夕日（ゆうひ）は、葛原しげるの詩に、室崎琴月が曲をつけた童謡で、広く親しまれている作品の一つである。

## 楽曲解説
童謡詩人の葛原しげるの詩に、1921年（大正10年）、室崎琴月が曲を付け、同年11月に中央音楽会の演奏会で発表、レコード発売もされ全国的に有名になった。
「ぎんぎんぎらぎら・・・」で始まる詩は、葛原しげるが詠み、児童雑誌「白鳩」に掲載されていたもので、それを偶然手に取り読んだ室崎琴月が、面識のなかった葛原しげるの元を訪ね、雑誌に掲載されている詩は、詩の終りが「・・・お顔もまっかっか」で終わっているが、物足りないので最後に「ぎんぎんぎらぎら日が沈む」と付け加えれば良いのではないかと話したところ、「君に任せるので曲を付けてほしい」と言われ、東京の谷中から本郷への散歩中、生まれ育った富山県高岡市の、高岡古城公園で眺めた夕日を思い描きながら曲の構想を練ったという。
なお「夕日」の詩は当初、「きんきんきらきら」であったが、当時小学2年生の長女に「『きんきんきらきら』は朝日で、夕日は『ぎんぎんぎらぎら』でしょう」と言われて変更、「ぎらぎら」には批判的な意見もあったが、おかげで強い生命力を感じさせる名作となった。
2007年（平成19年）には、日本の歌百選に選定されている。

## 記念碑・銅像
- 広島県福山市（葛原しげる生誕の地）
  - 福山市神辺町八尋の生家前には夕日の歌詞を刻んだ歌碑がある。
- 富山県高岡市（室崎琴月生誕の地）
  - 高岡古城公園内の小竹藪広場脇には、夕日の音譜と歌詞を刻んだ歌曲碑がある。
  - 高岡市市街地の片原町交差点にある北陸銀行高岡支店の広場前には、室崎琴月を顕彰し1983年（昭和58年）に設置された、高さ50cmほどの9人の子供たちが両手を空に掲げたブロンズ像と室崎琴月の胸像がある。作者は彫刻家で、東京造形大学教授を務めた岩野勇三である。